# غدم أباد
غدم أباد (بالفارسية: گدم‌آباد) هي قرية تقع في غلستان في إيران. يقدر عدد سكانها بـ 5,527 نسمة .